# إليزابيث هارود
إليزابيث هارود (بالإنجليزية: Elizabeth Harwood)‏ هي مغنية أوبرا ومغنية بريطانية، ولدت في 27 مايو 1938 في Barton Seagrave ‏ في المملكة المتحدة، وتوفيت في 22 يونيو 1990 في Ingatestone ‏ في المملكة المتحدة بسبب سرطان.

## وصلات خارجية
- إليزابيث هارود على موقع IMDb (الإنجليزية)
- إليزابيث هارود على موقع ميوزك برينز (الإنجليزية)
- إليزابيث هارود على موقع أول ميوزيك (الإنجليزية)
- إليزابيث هارود على موقع ديسكوغز (الإنجليزية)